# Трема (река)

Трема — река в России, протекает во Владимирской области. Устье реки находится в 12 км по левому берегу реки Шумарь. Длина реки составляет 16 км, площадь водосборного бассейна — 45,7 км².
Исток реки у деревни Илевники в 12 км к юго-востоку от города Вязники. Река течёт на юг и юго-запад, протекает деревни Большое Сокурово, Григорово, Горшково. Впадает в Шумарь у деревни Васенино.

## Данные водного реестра
По данным государственного водного реестра России относится к Окскому бассейновому округу, водохозяйственный участок реки — Клязьма от города Ковров и до устья, без реки Уводь, речной подбассейн реки — бассейны притоков Оки от Мокши до впадения в Волгу. Речной бассейн реки — Ока.
По данным геоинформационной системы водохозяйственного районирования территории РФ, подготовленной Федеральным агентством водных ресурсов:
- Код водного объекта в государственном водном реестре — 09010301112110000033969
- Код по гидрологической изученности (ГИ) — 110003396
- Код бассейна — 09.01.03.011
- Номер тома по ГИ — 10
- Выпуск по ГИ — 0